# Artèria cubital
L'artèria cubital (o artèria ulnar) és l'artèria principal i medial de l'avantbraç. Neix de l'artèria braquial i acaba a l'arc palmar superficial, que s'uneix amb la branca superficial de l'artèria radial. És palpable a la cara ventral i medial del canell.
Al llarg del seu curs, s'acompanya d'una vena o venes cubitals.
L'artèria cubital, la més gran de les dues branques terminals de la braquial, comença una mica per sota del colze a la fossa cubital i, passant obliquament cap avall, arriba al costat cubital de l'avantbraç en un punt aproximadament a mig camí entre el colze i el canell. Després recorre la vora cubital fins al canell, travessa el lligament transvers del carp, situant-se a la cara radial de l'os pisiforme, i immediatament més enllà d'aquest os es divideix en dues branques, que entren en la formació de l'arc palmar superficial i del profund.

## Branques

### A l'avantbraç
- Artèria recurrent cubital anterior,
- Artèria recurrent cubital posterior,
- Interòssia comuna és molt curta, al voltant d'1 cm, i dona lloc a les artèries interòssies anterior, posterior i recurrent i
- prop del canell desprèn la branca carpiana palmar que és la contribució cubital a l'arc carpià palmar i també dona una branca carpiana dorsal que és la contribució cubital a l'arc carpià dorsal.

### A la mà
- Branca palmar profunda de l'artèria cubital que travessa els músculs hipotènars fins a l'anastomosi amb l'arc palmar profund que està format principalment per l'artèria radial i
- la branca terminal de l'artèria cubital ha de formar llavors l'arc palmar superficial.

## Relacions
A la seva meitat superior, està situada profundament i coberta pel pronador rodó, palmar major, palmar menor i flexor comú superficial dels dits; es troba sobre el braquial i flexor comú profund dels dits.
El nervi medià està en relació amb el costat medial de l'artèria durant uns 2,5 cm. i després travessa el vas, estant separat d'ell pel cap cubital del pronador rodó.
En la meitat inferior de l'avantbraç es troba sobre el flexor comú profund dels dits, està coberta pel tegument i les fàscies superficials i profundes, i col·locada entre el cubital anterior i el flexor comú superficial dels dits.
Va acompanyada de dues venes satèl·lits, i està superposada en el seu terç mitjà pel cubital anterior; el nervi cubital es troba a la part medial dels dos terços inferiors de l'artèria, i la branca cutània palmar del nervi descendeix per la part inferior del vas fins al palmell de la mà.